# 盖塔姆·纳拉卡
盖塔姆·纳拉卡（英語：Gautam Navlakha；印度斯坦语發音：[ɡɔːt̪ m nʋlkʰaː]）是公民自由、积极自由和人权的护卫者； 和记者。 作为一名资深活动家，他参与了新德里民主权利人民联盟的长期的积极活动。 他也是《经济和政治周刊》（Economic and Political Weekly）的顾问编辑。 他居住在新德里。

## 活动
纳拉卡曾担任民主权利人民联盟书记， 并曾担任“克什米尔人权和司法国际人民法庭”召集人。 他曾在克什米尔工作，最近，受毛派的影响，他的工作重心一直在恰蒂斯加尔邦。
在2010年克什米尔抗议活动后， 纳拉卡被拒绝进入克什米尔，但2011年12月，他在斯利那加加入“印度管理的克什米尔的人权和司法国际人民法庭”和“失踪人士父母协会”的活动分子们，他们根据3名准将、9名上校、3名中校、78名专业人员、25名印度陆军上尉和37名印度准军事部队高级官员的谋杀、绑票、强奸、强迫失踪和折磨的指控的警方记录、司法、准司法和政府记录，编写了一份名为“可疑的肇事者——查谟和克什米尔的有罪不罚的故事”的报告。他还曾在斯利那加的一个新闻发布会上透露，该报告已经传递到查谟和克什米尔首席部长和印度总理，从而使那些有罪的人受到惩罚。
他曾支持普拉山特·布尚的观点，即在克什米尔非军事化问题上应该举行公民投票，他说：“公投是和平和民主的方式，对于解决难以找到解法的地区的问题。”
他的文章经常出现在非常有名的《经济和政治周刊》和Sanhati.com。

## 在斯利那加机场被拘留
2011年5月，盖塔姆·纳拉卡在斯利那加机场入口被拒绝，并被遣返德里，因为查谟-克什米尔邦政府认为，“他的存在会扰乱克什米尔山谷的和平和秩序。” 当他要求警察以书面形式下达命令时，警察给了他一份由地区治安法官签署的命令，该命令宣称他被“禁止进入克什米尔，根据CRPC第144条”。 法鲁克·阿卜杜拉也评论说，“那位作家想要什么——烧了克什米尔？让他们烧印度的其他地方。”事件发生后，“克什米尔人权国际法庭”向媒体表示：“盖塔姆·纳拉卡访问克什米尔已经有二十一年了，他从来没有煽动民众。”查谟和克什米尔人民民主党（PDP）也批评了查谟-克什米尔邦政府的这一决定，称拘留纳拉卡是民主的“污点”。纳拉卡也回应说，他的拘留是一种“偏执狂，因与邦政府不一致”。他进一步表示，“政府正在利用我向所有有民主头脑的希望说出克什米尔恢复常态真相的印度人发出信息。” “一个德里的人权活动家怎么就成了克什米尔和平的威胁？”，媒体从政府那里没有得到这个问题的确凿答复。
“查谟和克什米尔民间社会同盟”和“克什米尔人权国际法庭”的Khurram Parvez在接受采访时对David Barsamian说，纳拉卡在“克什米尔人眼中”是一位“光荣”的印度人，他们“爱和尊重”他。

## 作品
- Days and Nights in the Heartland of Rebellion. New Delhi: Penguin Books, 2012. ISBN 978-81-84756-54-8. OCLC 815836715. 
 少年中国评论网中文翻译：在“叛乱”中心的日子